# Dolina Tyropeonu
Dolina Tyropeonu (albo inaczej Dolina Serarzy – wytwarzających sery) – nazwa użyta przez żydowskiego historyka Józefa Flawiusza dla określenia doliny, która oddzielała jerozolimskie Wzgórze Świątynne od Wzgórza Południowo-Wschodniego.
Dzisiaj znaczna część doliny jest zabudowana - znajduje się tu część Starego Miasta (od Bramy Damasceńskiej do Ściany Płaczu). Poza obrębem murów tureckich dolina schodzi stromo w kierunku sadzawki Siloe. Na dnie koryta znajduje się droga asfaltowa. W starożytności dolinę przecinał most łączący pałac Heroda z terenem świątyni. Pozostałości jego łuków (przęseł mostu) widoczne są w przejściu pod zabudowaniami na północ od placu przed Ścianą Płaczu. Most został zburzony przez Rzymian 11 września 70 roku. Pozostałością po herodiańskim moście jest tzw. Łuk Robinsona, odkryty w 1839 roku przez amerykańskiego biblistę Edwarda Robinsona, odstający od murów świątynnych.
Zachodni mur świątyni jerozolimskiej - jego częścią jest Ściana Płaczu - wzniesiono na dnie doliny. W najwyższym punkcie miał on ponad 25 m wysokości. Ponad nim konstruktorzy z czasów Heroda wybudowali tzw. Stajnie Salomona (15 m). Było to miejsce, w którym wymieniano pieniądze i kupowano zwierzęta przeznaczone na ofiarę.
Qumrański Miedziany Zwój nazywa dolinę Zewnętrzną. Nazwa ta, źle przetłumaczona przez Flawiusza z hebrajskiego na grecki, dała używaną w literaturze Dolinę Serarzy. W językach semickich ten sam źródłosłów używany jest na określenie zewnętrzności oraz krzepliwości, odstawania się, np. sera.